# Ślimak Maciuś i krasnoludek Goździk
Ślimak Maciuś i krasnoludek Goździk (Slimák Maťo a škriatok Klinček) – czesko-słowacki serial animowany o przygodach dwóch przyjaciół ślimaka Maciusia i krasnoludka Goździka. Serię wyprodukowano w latach 1976–1987 i wyreżyserował ją Jaroslav Cita.

## Wersja polska
W Polsce serial emitowany był w Dobranocce.
- Reżyseria: Henryka Biedrzycka
- Tekst: Krystyna Uniechowska
- Dźwięk: Anna Łukasik
- Montaż: Alina Hojnacka
- Kierownictwo produkcji: Mieczysława Kucharska

Źródło:

## Lista odcinków
1. „Ako slimák Maťo vychoval lastovičku“
2. Jak ślimak Maciuś poznał krasnoludka Gożdzika („Ako slimák Maťo našiel Klinčeka“)
3. Jak ślimak Maciuś z krasnoludkiem Goździkiem uratowali las („Ako Maťo s Klinčekom zachránili les“)
4. Jak ślimak Maciuś i krasnoludek Goździk opalali się („Ako sa Maťo s Klinčekom opaľovali“)
5. Jak ślimak Maciuś z krasnoludkiem Goździkiem nie rozpoznali pchły („Ako Maťo s Klinčekom nespoznali blchu“)
6. Jak ślimak Maciuś z krasnoludkiem Goździkiem znaleźli skarb („Ako Maťo s Klinčekom našli poklad“)
7. Jak ślimak Maciuś z krasnoludkiem Goździkiem opiekowali się jajem („Ako Maťo s Klinčekom vrátili vajíčko“)
8. Jak ślimak Maciuś z krasnoludkiem Goździkiem zasadzili szyszkę („Ako Maťo s Klinčekom zasadili šušku“)
9. „Ako Maťo s Klinčekom presadili púpavu“
10. „Ako Maťo s Klinčekom prehrali guľky“
11. „Ako slimák Maťo vyhral preteky“
12. „Ako Maťo s Klinčekom postavili organ“
13. „Ako učil Klinček slimáčika lietať“
14. „Ako staval Klinček vodovod“
15. „Ako Maťo s Klinčekom prešli dažďovku“
16. „Ako Maťo s Klinčekom kropili bielizeň“
17. „Ako Maťo s Klinčekom zavárali slivky“
18. „Ako Maťo s Klinčekom nechceli koláč“
19. „Ako Maťo s Klinčekom kúpali ďatla“
20. „Ako Maťo s Klinčekom púšťali šarkana“
21. „Ako Maťo s Klinčekom cmúľali cencúle“
22. „Ako Maťo s Klinčekom uplietli šál“
23. „Ako Maťo s Klinčekom prespali Vianoce“
24. „Ako Maťo s Klinčekom rátali bodky“
25. „Ako Maťo s Klinčekom robili muziku“
26. „Ako Maťo s Klinčekom kreslili rozprávku“
27. „Ako Maťo s Klinčekom chytali chrústa“
28. „Ako Maťo s Klinčekom učili slávika spievať“
29. „Ako Maťo s Klinčekom naháňali perinu“
30. „Ako Maťo s Klinčekom zbierali gaštany“
31. „Ako Maťo a Klinček voňali kamilkami“
32. „Ako Maťo s Klinčekom zvážali drevo“
33. „Ako Maťo s Klinčekom bielili havrana“
34. „Ako Maťo s Klinčekom hľadali húkačku“
35. „Ako Maťo s Klinčekom kúpili kukučku“
36. „Ako Maťo a Klinček varili pivo“
37. „Ako Maťo a Klinček maškrtili na maku“
38. „Ako Maťo a Klinček prestali maškrtiť“
39. „Ako Maťo s Klinčekom preplávali rybník“
40. „Ako Maťo a Klinček prišli o chalúpku“
41. „Ako Maťo a Klinček dohovárali prírode“
42. „Ako maťo s Klinčekom rozbili fľašu“
43. „Ako Maťo s Klinčekom čerili vodu“
44. „Ako Maťo s Klinčekom svietili za roh“
45. „Ako Maťo s Klinčekom liečili žubrienku“
46. „Ako Maťo a Klinček leteli na juh“
47. „Ako Maťo s Klinčekom kresali iskry“
48. „Ako Maťo a Klinček čakali babie leto“
49. „Ako Maťo a Klinček vyhnali diviaka“
50. „Ako Maťo s Klinčekom zaštepili plánky“
51. „Ako Maťo s Klinčekom brúsili kamene“
52. „Ako Maťo s Klinčekom presekávali ľad“
53. „Ako Maťo s Klinčekom predpovedali počasie“
54. „Ako Maťo s Klinčekom zmeškali zatmenie“
55. „Ako Maťo s Klinčekom hostili cudzinca“
56. „Ako Maťo s Klinčekom čakali na búrku“
57. „Ako Maťo s Klinčekom nastrašili muchu“
58. „Ako Maťo s Klinčekom hľadali podnájom“
59. „Ako Maťo s Klinčekom stratili korálku“
60. „Ako Maťo s Klinčekom vianočne štrnkali“
61. „Ako Maťo s Klinčekom zamestnali pijavicu“
62. „Ako Maťo s Klinčekom vážili škorca“
63. „Ako Maťo s Klinčekom zachránili princeznú“
64. „Ako Maťo s Klinčekom prežili šibačku“
65. „Ako Maťo s Klinčekom prekabátili generála“
66. „Ako Maťo s Klinčekom nechceli zmoknúť“
67. „Ako Maťo s Klinčekom ľutovali strašiaka“
68. „Ako Maťo s Klinčekom zatúžili ísť ku hviezdam“
69. „Ako Maťo s Klinčekom zmúdreli“
70. „Ako Maťo s Klinčekom horeli zvedavosťou“
71. „Ako Maťo s Klinčekom presolili záveje“
72. „Ako Maťo s Klinčekom kolísali tmu“
73. „Ako Maťo s Klinčekom volali o pomoc“
74. „Ako Maťo s Klinčekom platili pokutu“
75. „Ako Maťo s Klinčekom krotili špagátik“
76. „Ako Maťo s Klinčekom posunuli peň“
77. „Ako Maťo s Klinčekom strihali záclonu“
78. „Ako Maťo s Klinčekom robili umenie“
79. „Ako Maťo s Klinčekom objavili jaskyňu“
80. „Ako Maťo s Klinčekom hľadali šťastie“
81. „Ako Maťo s Klinčekom kriesili remeslá“
82. „Ako Maťo s Klinčekom schovávali kľúče“
83. „Ako Maťo s Klinčekom farbili dúhu“
84. „Ako Maťo s Klinčekom rozdávali múdrosť“
85. „Ako Maťo s Klinčekom objednali rosu“
86. „Ako Maťo s Klinčekom pobalamutili cievku“
87. „Ako Maťo s Klinčekom zachránili chrobáčika“
88. „Ako Maťo s Klinčekom sušili vodníka“
89. „Ako Maťo s Klinčekom menili farbu“
90. „Ako Maťo s Klinčekom otvorili hrad“
91. „Ako Maťo s Klinčekom pásli barančiatko“
92. „Ako Maťo s Klinčekom ničili bacily“
93. „Ako Maťo s Klinčekom urazili špinu“
94. „Ako Maťo s Klinčekom chytili zlodeja“
95. „Ako Maťo s Klinčekom cvičili baletky“
96. „Ako Maťo s Klinčekom oklamali húsenicu“
97. „Ako Maťo s Klinčekom súdili chrobáka“
98. „Ako Maťo s Klinčekom odtrúbili koniec poľovačky“
99. „Ako Maťo s Klinčekom šteklili sopku“
100. „Ako Maťo s Klinčekom kopali tunel“